# Park Abácie
Park Abácie je městský park u soutoku řek Rožnovská Bečva a Vsetínská Bečva ve Valašském Meziříčí v okrese Vsetín. Geograficky se nachází v geomorfologickém celku Podbeskydská pahorkatina na Valašsku.

## Historie a popis
Park Abácie je nevelký park leží v západní části města Valašské Meziříčí a má půdorysný tvar písmene „L“. Nachází se v nadmořské výšce 291 m a byl založen v 19. století. Severní strana je lemována Rožnovskou Bečvou a západní strana zase Vsetínskou Bečvou. Obě řeky se u severozápadního rohu parku stékají a dále pokračují jako řeka Bečva. O založení parku se zasloužil politik a starosta Alois Mikyška (1831–1903) a své jméno získal podle rodu rostlin abacie z čeledi vrbovité.

###### Památník napoleonských válek
Je zde postaven Památník napoleonských válek z roku 1901, který je vytvořený z jarcovského vápence a postavený roku 1901. Památník souvisí s bitvou u Slavkova 1805, kdy někteří rakouští a ruští ranění byli léčeni na zámku ve Valašském Meziříčí a mrtví byli pohřbívání v parku.

## Další informace
Park je celoročně volně přístupný a vedou přes něj turistické trasy, např. Naučná stezka T. G. Masaryka a také cyklostezky, např. cyklostezka Bečva.

## Galerie

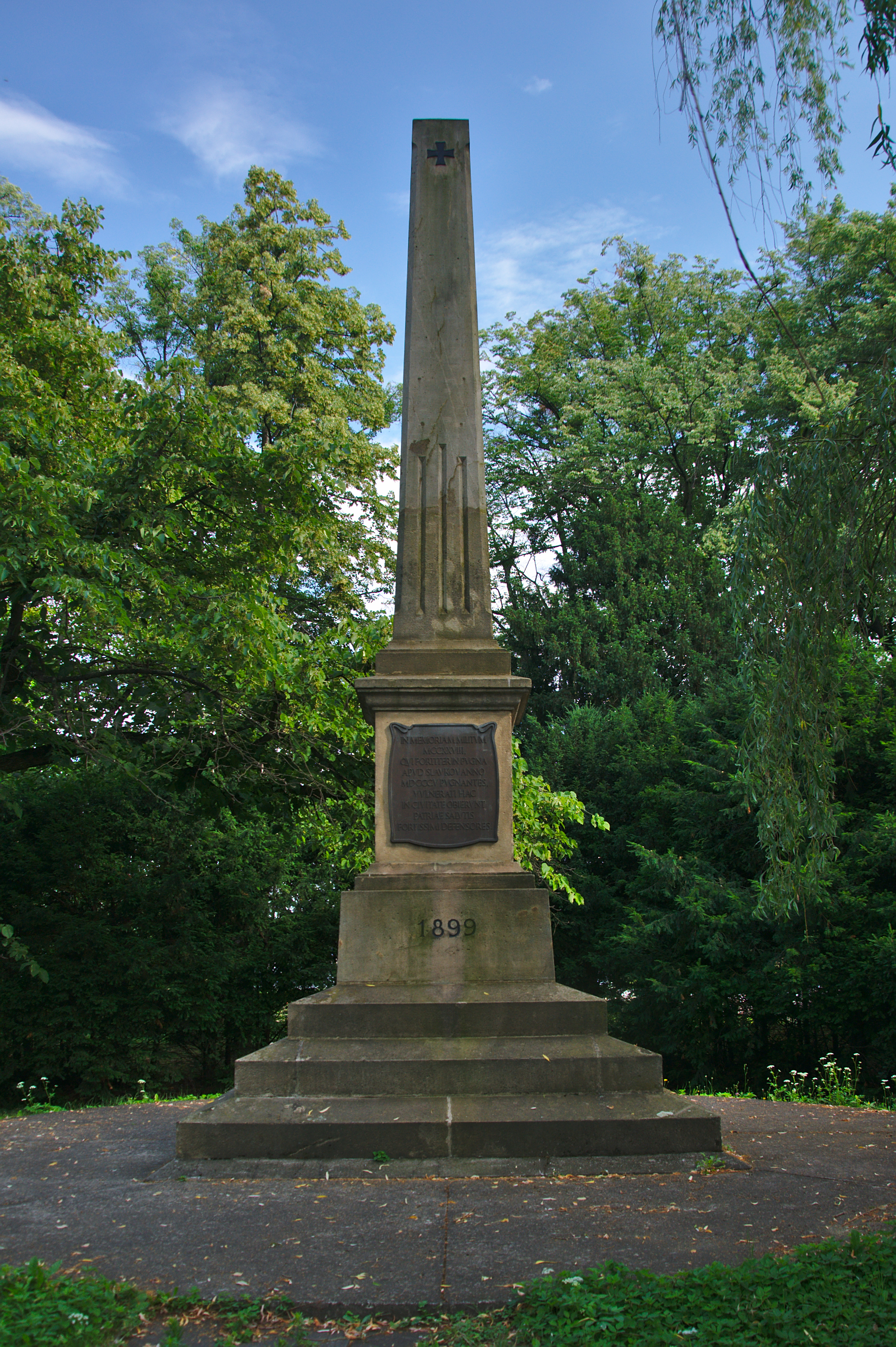
Památník napoleonských válek